# Pas de les Eugues
El Pas de les Eugues és una collada situada a 1.350,8 metres d'altitud en el límit dels termes municipals de Gavet de la Conca (antic terme de Sant Salvador de Toló), del Pallars Jussà, i de Vilanova de Meià, a la Noguera.

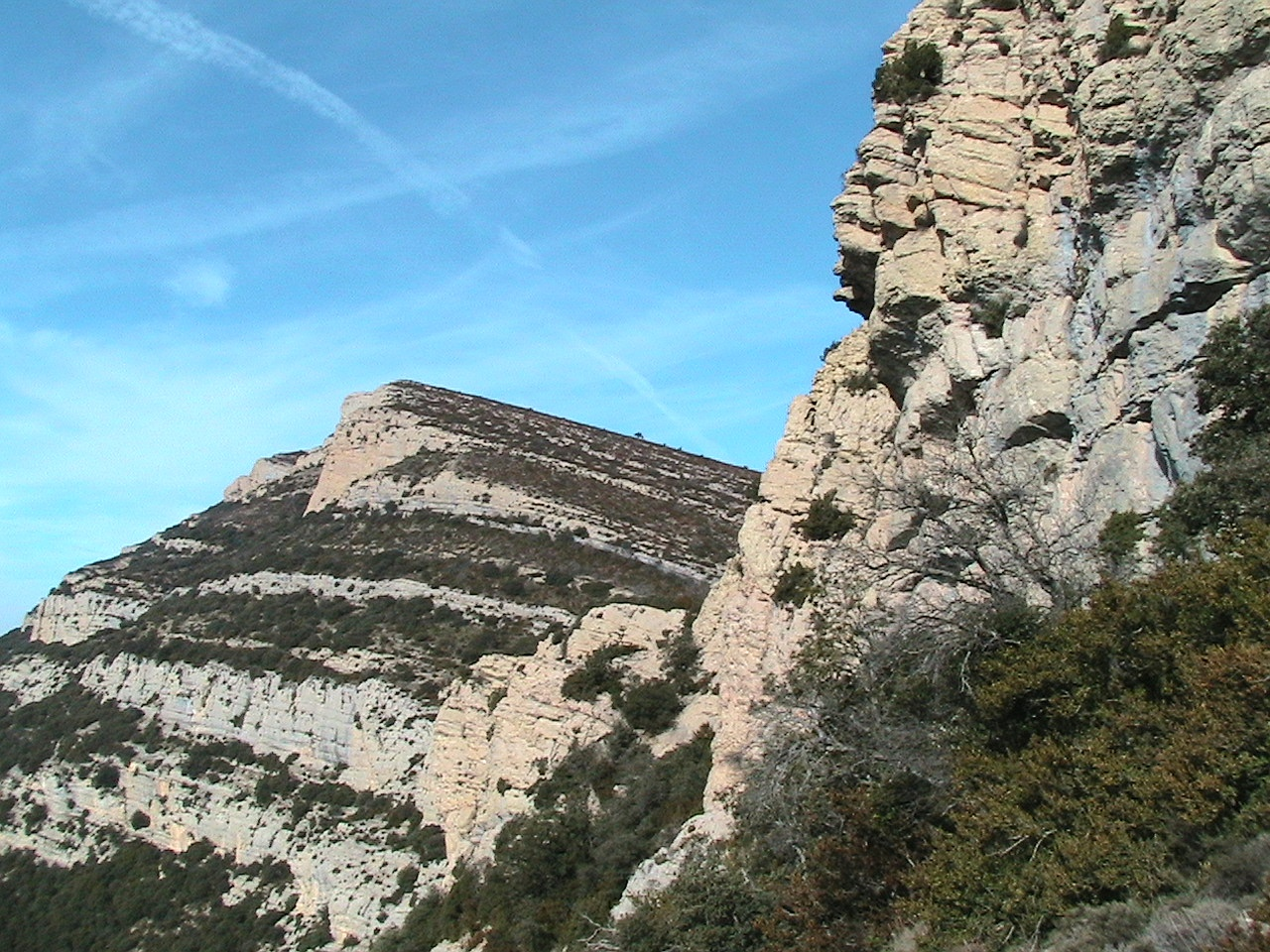
Pujant el Pas de les Eugues: el Puig del Camí Ramader

Està situat a la carena del Montsec de Rúbies, a llevant del Puig del Camí Ramader. Hi neix el barranc de la Coma Gran, que davalla cap al barranc de Barcedana a l'Hostal Roig.